# Dassault Systèmes
A Dassault Systèmes a 3D-tervezésre, a 3D-s digitális modellre és a termékek életciklus-menedzsmentjére (PLM) szakosodott szoftverkiadó.
A repülőgépek tervezésének számítógépesítése céljából 1981-ben létrehozott Dassault Systèmes a "világ virtualizációjának" gondolatán alapulva kiterjesztette tevékenységét a professzionális szoftverek fejlesztése és marketingje terén, minden ipari területre (repülés és védelem, mérnöki és építési, energetikai, fogyasztási cikkek stb.), amelyek többek között az építészetet vagy az élettudományokat érintik.
2015-ben a Dassault Systèmes volt a forgalom szempontjából vezető francia szoftverkiadó, a német SAP után pedig a második Európában.
A vállalat központja Vélizy-Villacoublay-ben található, a Paris-Saclay technológiai központ északi részén.